# Кукмары
Кукмары — деревня в составе Немского района Кировской области. 

## География
Находится на дороге Богородское-Нолинск на расстоянии примерно 22 километра по прямой на северо-запад от районного центра поселка Нема.

## История
Деревня известна с 1717 года, когда в ней (на тот момент починок Лапотный) был учтено 28 человек, в 1778 году 77 жителей. В 1873 году учтено дворов 28 и жителей 198, в 1905 37 и 249, в 1926 41 и 242, в 1950 41 и 138 соответственно, в 1989 7 жителей. До 2021 года входила в  Архангельское сельское поселение Немского района, ныне непосредственно в составе Немского района.

## Население
Постоянное население  составляло 7 человек (русские 100%) в 2002 году, 1 в 2010.